# Rodgersia nepalensis
Rodgersia nepalensis är en stenbräckeväxtart som beskrevs av Thomas Arthur Cope och James Cullen. Rodgersia nepalensis ingår i släktet rodgersior, och familjen stenbräckeväxter. Inga underarter finns listade i Catalogue of Life.